# 黑森-達姆施塔特的海因里希
黑森-達姆施塔特的海因里希（德語：Heinrich von Hessen-Darmstadt，1838年11月28日—1900年9月16日），德國軍官，黑森大公路德維希四世的弟弟。

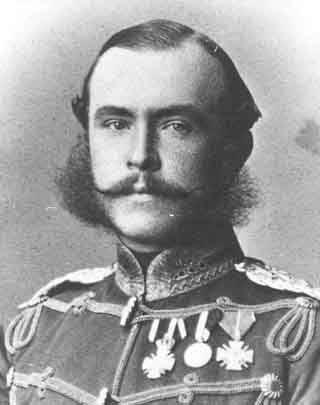

## 家庭
1878年，海因里希與卡羅琳·薇里希·馮·波爾尼茲（Caroline Willich von Pöllnitz）結婚，兩人的獨子卡爾於隔年出生。
1892年，海因里希與愛蜜莉·荷吉希·德·托普斯卡（Emilie Hrzic de Topuska）結婚，兩人的獨子埃利馬於隔年出生。